# استان بیه‌لا
استان بیه‌لا (به ایتالیایی: Province di Biella) استانی در شمال غربی کشور ایتالیا است. بیه‌لا در منطقهٔ پیمونت قرار دارد و مرکز آن شهر بیه‌لا است. مساحت این استان ۹۱۵ کیلومترمربع و جمعیت آن طبق سرشماری سال ۲۰۱۱ میلادی، تقریباً ۱۸۲٬۴۱۷ نفر بوده‌است.

## نگارخانه

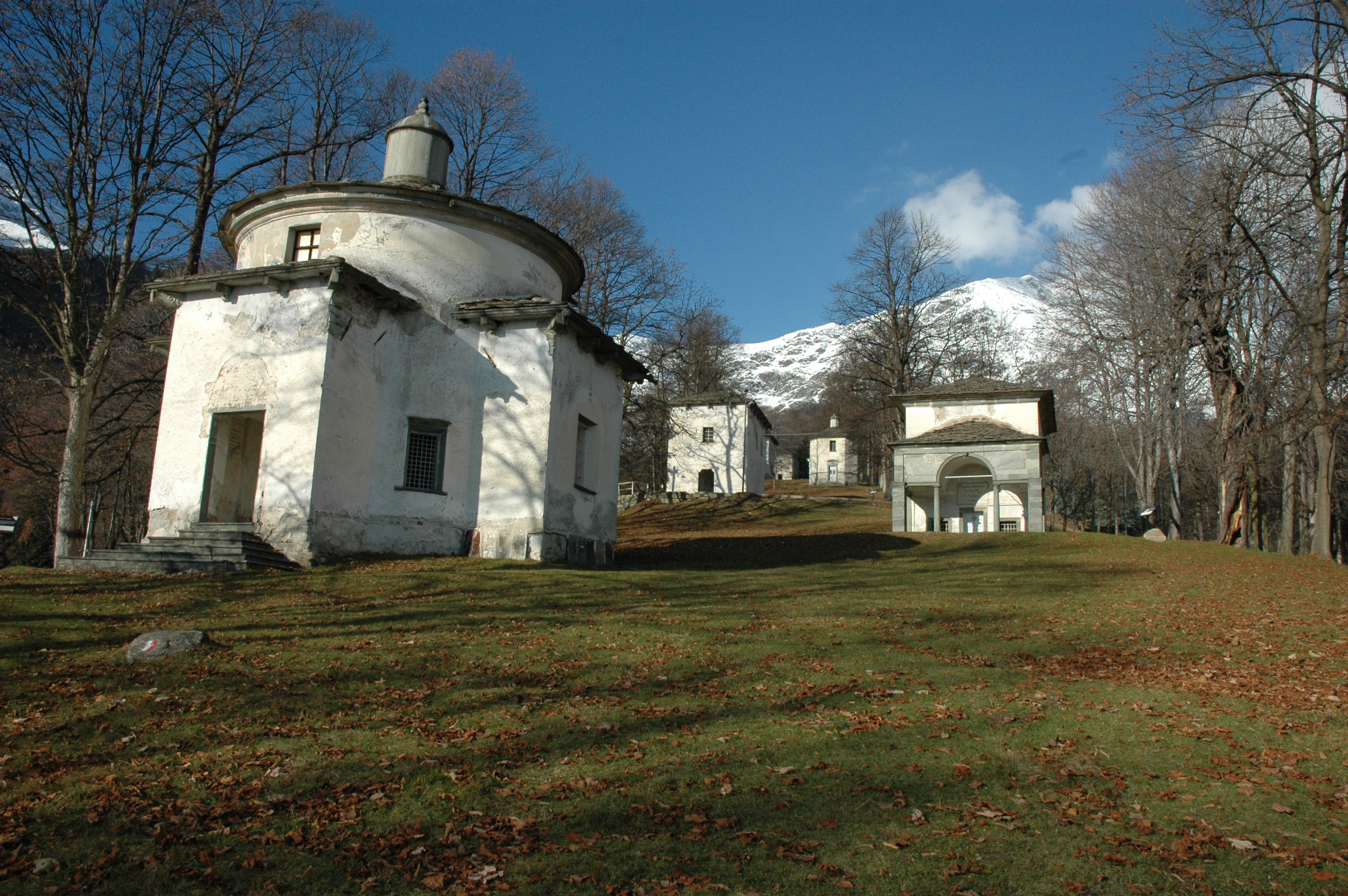
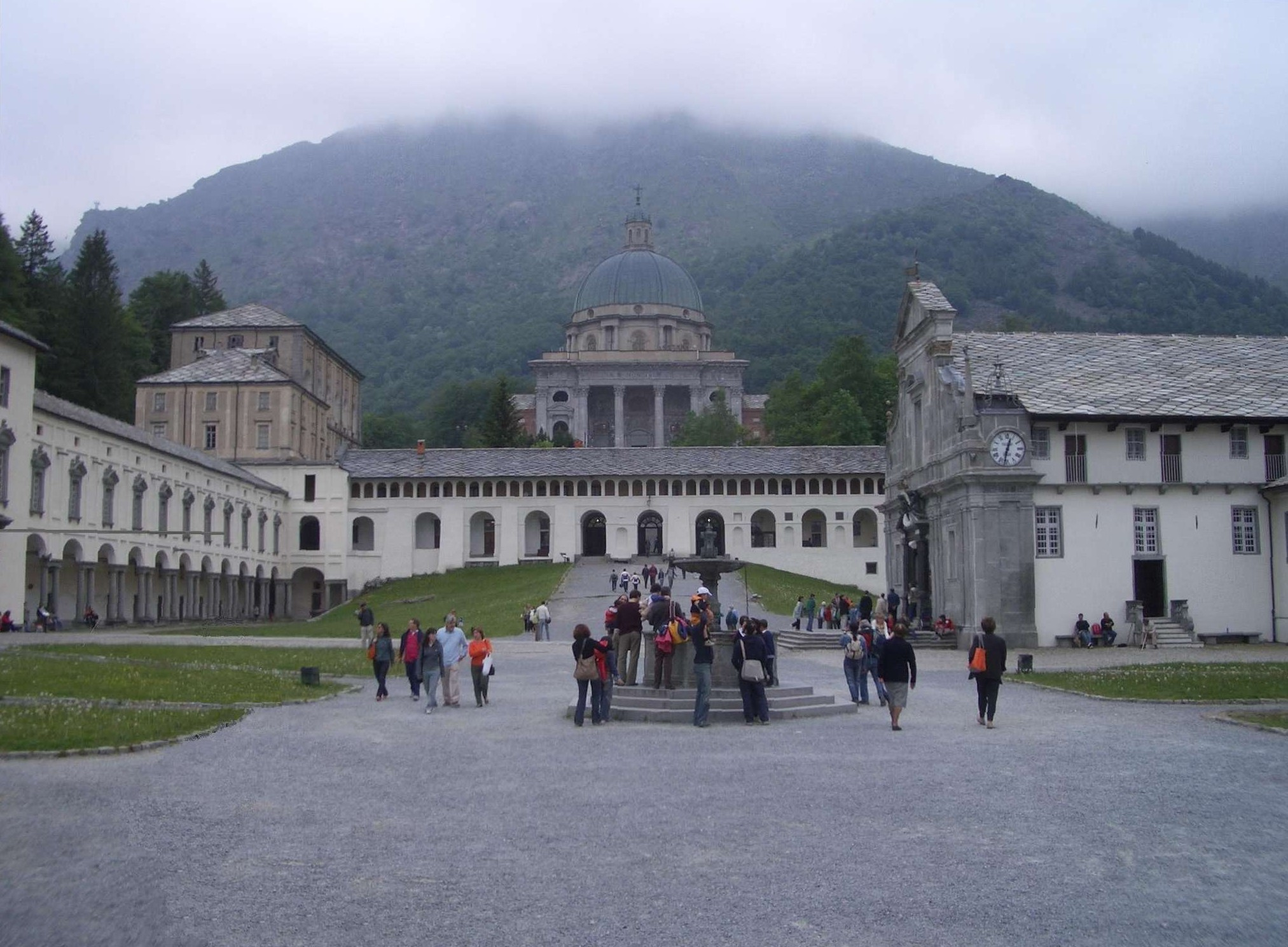
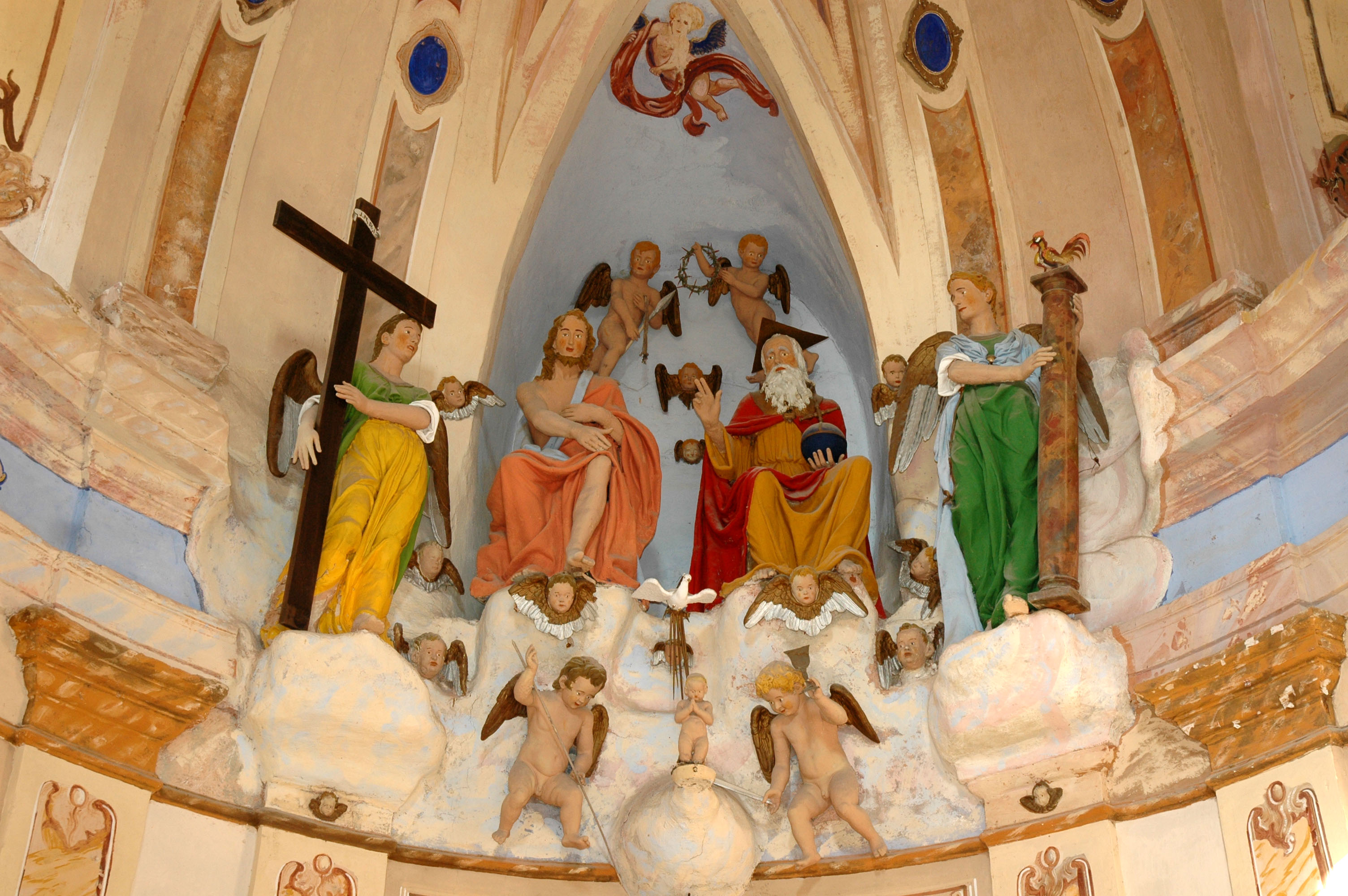